# James S. Rollins

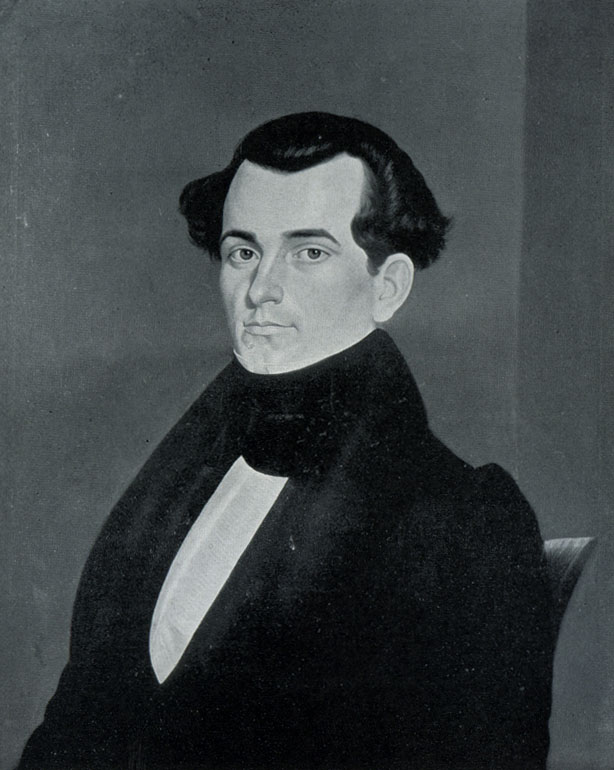
James S. Rollins (1834)

James Sidney Rollins (* 19. April 1812 in Richmond, Madison County, Kentucky; † 9. Januar 1888 in Columbia, Missouri) war ein US-amerikanischer Politiker. Zwischen 1861 und 1865 vertrat er den Bundesstaat Missouri im US-Repräsentantenhaus.

## Werdegang
Nach der Grundschule besuchte James Rollins das Centre College in Danville. Anschließend studierte er bis 1830 an der Indiana University in Bloomington. Nach einem anschließenden Jurastudium und seiner 1834 erfolgten Zulassung als Rechtsanwalt begann er in Columbia in diesem Beruf zu arbeiten. Rollins nahm auch als Major am Black-Hawk-Krieg teil.
Politisch schloss er sich damals der Whig Party an. Zwischen 1838 und 1840 sowie nochmals im Jahr 1854 war er Abgeordneter im Repräsentantenhaus von Missouri. Im Jahr 1844 nahm er als Delegierter an der Whig National Convention in Baltimore teil, auf der Henry Clay als Präsidentschaftskandidat nominiert wurde. Von 1846 bis 1848 gehörte Rollins dem Senat von Missouri an. In den Jahren 1848 und 1857 kandidierte er jeweils erfolglos für das Amt des Gouverneurs von Missouri. Rollins stellte auch Land zur Gründung der University of Missouri zur Verfügung. Er war damals ein Sklavenhalter. Trotzdem sprach er sich gegen die Ausweitung dieser Institution und gegen die Sezession aus.
Nach der Auflösung der Whigs wechselte Rollins mehrfach seine Parteizugehörigkeit. Bei den Kongresswahlen des Jahres 1860 wurde er als Unionist im zweiten Wahlbezirk von Missouri in das US-Repräsentantenhaus in Washington, D.C. gewählt, wo er am 4. März 1861 die Nachfolge von Thomas Lilbourne Anderson antrat. Nach einer Wiederwahl konnte er bis zum 3. März 1865 zwei Legislaturperioden im Kongress absolvieren. Diese waren von den Ereignissen des Bürgerkrieges bestimmt. Seit 1863 vertrat er den damals neu geschaffenen neunten Distrikt seines Staates. Rollis war bezüglich der Rassenfrage eher konservativ und konnte sich damals der Republikanischen Partei wegen dieser Differenzen nicht anschließen. Stattdessen unterstützte er bei den Präsidentschaftswahlen 1864 den demokratischen Kandidaten George B. McClellan. Trotz seiner Bedenken unterstützte er den 13. Verfassungszusatz, durch den die Sklaverei in den Vereinigten Staaten abgeschafft wurde.
Nach seinem Ausscheiden aus dem US-Repräsentantenhaus praktizierte Rollins wieder als Anwalt. Im Jahr 1866 war er Delegierter zur National Union Convention in Philadelphia. Politisch wurde er nach dem Bürgerkrieg Mitglied der Demokratischen Partei. In jenen Jahren unterstützte er Präsident Andrew Johnson im Kampf gegen den radikalen Flügel der Republikaner. 1867 wurde er nochmals in das Repräsentantenhaus von Missouri gewählt. Zwischen 1869 und 1886 war er Kurator der University of Missouri. Im Jahr 1878 wechselte er nochmals seine Parteizugehörigkeit und wurde nun Mitglied der Republikaner. Er starb am 9. Januar 1888 in Columbia an den Spätfolgen eines 1874 erfolgten Eisenbahnunfalls, von dem er sich nicht mehr ganz erholt hatte.